# 厄尔河畔阿姆-纳利讷
厄尔河畔阿姆-纳利讷（法語：Ham-sur-Heure-Nalinnes，法語發音：[am syʁ œʁ nalin]）是比利时瓦隆大区埃諾省蒂安區的一个市镇，位于蒂安东面，沙勒罗瓦南面，南与那慕爾省接壤，通行法语，是比利时法语社群的一部分，人口13,529人（2018年1月1日）。